# Porcellio eucercus
Porcellio eucercus är en kräftdjursart som beskrevs av Brandt 1833. Porcellio eucercus ingår i släktet Porcellio och familjen Porcellionidae. Inga underarter finns listade i Catalogue of Life.